# Theresia Winterstein-Seible
Pour les articles homonymes, voir Winterstein.
Theresia Winterstein-Seible, née le 21 décembre 1921 à Mannheim et morte le 1er avril 2007 à Francfort-sur-le-Main, est une chanteuse et danseuse allemande. En tant que Sinté, elle est persécutée sous le national-socialisme afin de promouvoir l'« hygiène raciale », et subit la stérilisation forcée. L'une de ses enfants meurt des suites d'une expérimentation médicale nazie, et la seconde en est affligée de problèmes de santé chroniques. Plusieurs de ses parents sont stérilisés de force ou envoyés en camp de concentration,.

## Enfance et famille
Theresia Winterstein naît en 1921 à Mannheim, en Allemagne. Ses parents, Josefine et Johann Winterstein, fabriquent des articles de vannerie qu'ils vendent sur les foires et les marchés. Theresia est baptisée dans la religion catholique romaine et grandit avec deux frères, Otto et Kurt. En 1939, les autorités nazies interdisent au père de Theresia d'exercer son métier, le privant ainsi de ses moyens de subsistance. La mère de Theresia se voit également retirer son autorisation d'exercice professionnel, probablement parce qu'elle s'est opposée à la déportation de son frère dans un camp de concentration et a alerté publiquement sur les conditions de détention qui y règnent.
Après le Festsetzungserlass (de) de Himmler, le 17 octobre 1939, la famille Winterstein est forcée de déménager à Wurtzbourg. Le demi-frère de Theresia, Kurt, issu d'un précédent mariage de sa mère, est enrôlé dans la campagne militaire contre la France avant d'être expulsé par la Wehrmacht en 1942 pour « raisons raciales ».

## Activité professionnelle et interdiction d'exercer
Theresia Winterstein se produit à partir de 1937 comme chanteuse et danseuse au Würzburger Stadttheater, par exemple dans l'opéra de Georges Bizet Carmen et l'opérette d'Emmerich Kálmán Comtesse Maritza. En avril 1940, le théâtre municipal ne renouvelle pas son contrat de travail pour « raisons raciales ». Theresia doit cependant se tenir à disposition de son ex-employeur pour le programme de loisirs nazi Kraft durch Freude.
Pendant un certain temps, Theresia peut encore se produire au club CC-Varieté dans la Eichhornstraße de Wurtzbourg, à l'époque l'un des principaux cabarets locaux. Elle y chante et participe aux spectacles de danse. Elle y fait la connaissance du violoniste sinté Gabriel Reinhard, qui devint plus tard son mari.
Lorsque Theresia n'a plus le droit de se produire nulle part, elle gagne sa vie comme vendeuse, couturière, ouvrière en confiserie, emballeuse, et ouvreuse dans un cinéma.

## Persécution, stérilisation forcée et essais médicaux
Sous le régime national-socialiste, les Sinté et Roms sont systématiquement persécutés et discriminés. C'est le Porajmos, le génocide des Sinté et Roms européens à l'époque nazie. À partir de 1936, la plupart d'entre eux sont déportés, contraints à la stérilisation et parqués dans des camps de concentration. Ceux prétendus « Tsiganes métis » (Mischling) étaient directement menacés de génocide, tandis que les « Tsiganes de race pure » étaient d'abord épargnés parce qu'ils étaient considérés comme « d'origine aryenne ». Dans ce contexte, celles qui déclaraient accepter la stérilisation de leur plein gré pouvaient retarder, au moins temporairement, leur déportation en camp de concentration,.
En vertu des critères du soi-disant Centre de recherche sur l'hygiène raciale (de), les médecins nazis classent Theresia Winterstein comme « métisse tzigane » et, en 1941, la Gestapo lui impose la stérilisation. Theresia déclare accepter d'être stérilisée,. Dans son désespoir, elle tombe tout de même enceinte et se trouve enceinte de trois mois au moment où la stérilisation est prévue. Elle n'échappe à l'avortement forcé que parce qu'elle attend des jumeaux dont le père Gabriel Reinhard est Sintés, et donc considérés comme « de race pure ». Mais elle doit signer pour que ses enfants soient mis à disposition de la Clinique universitaire de Wurtzbourg à des fins de recherche après leur naissance.
Le 3 mars 1943, Theresia Winterstein donne naissance à deux filles, Rita et Rolanda, à la clinique universitaire. Le lendemain, elle est stérilisée de force et est soumise au spectacle d'avortements forcés brutaux dans la salle d'opération. Ce n'est qu'après son accouchement que Theresia Winterstein est autorisée à épouser son partenaire Gabriel Reinhardt.

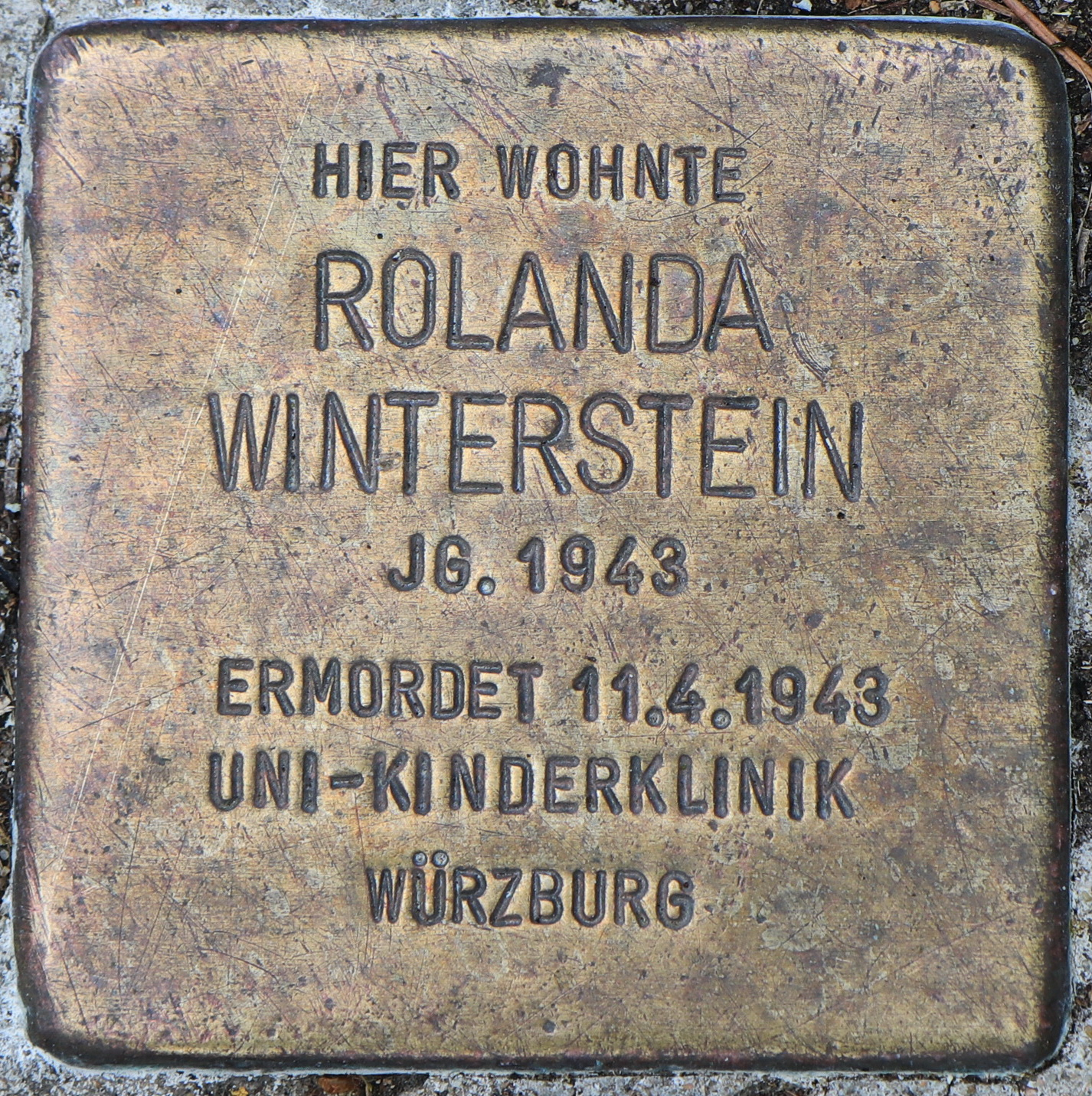
Stolperstein pour Rolanda Winterstein à Wurtzbourg, au numéro 5 de la Nikolausstraße.

Craignant pour ses enfants, Theresia quitte prématurément la clinique le 9 mars 1943 avec les nourrissons. Mais le 6 avril, la Gestapo se rend chez elle, lui arrache les bébés et les dépose à la clinique universitaire de Wurtzbourg. Lorsque Theresia se présente deux jours plus tard à la clinique et, comme on lui refuse la visite, s'introduit de force auprès de ses enfants, elle trouve sa fille Rolanda morte dans son lit, les deux nourrissons portant des bandages sur la tête. Ce n'est qu'un an plus tard, en avril 1944, que Theresia arrive à faire sortir sa fille survivante Rita de l'hôpital. La nature exacte des expériences menées sur les jumelles demeure obscure, mais Rita souffre toute sa vie de conséquences sur sa santé.
L'année suivante, le père de Theresia ainsi que son frère Kurt sont également stérilisés de force. Son frère Otto est déporté au camp de concentration d'Auschwitz en janvier 1944. D'autres membres de la famille Winterstein sont déportés, stérilisés de force ou envoyés en camp de concentration.

## Lutte pour la justice

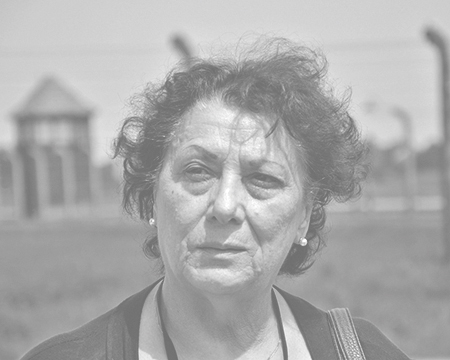
Rita Prigmore, née Winterstein.

Après 1945, Theresia Winterstein vit d'abord à Wurtzbourg avec sa fille survivante Rita et ses propres parents. Son frère Otto, qui a survécu au camp de concentration d'Auschwitz, revient également dans la famille.
Gabriel Reinhard et Theresia se séparent lorsqu'ils apprennent que la première femme de Gabriel a survécu au camp de concentration d'Auschwitz. En 1956, Theresia épouse le soldat américain Emanuel Seible, qui adopte leur fille Rita. Theresia vit parfois avec lui et Rita aux États-Unis, mais retourne régulièrement en Allemagne.
La santé de sa fille Rita a été atteinte par les expériences médicales qu'elle a subies. L'enfant présente des retards développementaux, souffre de crises convulsives et doit donc quitter l'école à 14 ans. Theresia demande une indemnisation pour elle, mais celle-ci lui est refusée à la fin des années 1950. Theresia souffre également de problèmes de santé en raison des complications liées à la stérilisation forcée. Elle demande une réparation financière, qui lui est accordée.
Rita épouse en 1964 l'Américain George Prigmore et vit un temps aux États-Unis, comme sa mère. Mais le mariage de la mère, tout comme celui de la fille, ne dure pas. Theresia et sa fille rentrent définitivement à Wurtzbourg. Rita se bat alors elle-même en Allemagne pour obtenir une indemnisation, qui lui est accordée à la fin des années 1980, des décennies après la première demande.
Grâce à la lutte publique tenace de Thérèse, son père et son frère obtiennent également des indemnités pour les injustices subies. Plus tard, elle fonde une association qui s'est engagée pour la reconnaissance des Sinti et des Roms comme victimes du nazisme et pour leur dédommagement.
La fille de Theresia, Rita Prigmore (de), est également devenue une activiste, à l'échelle internationale. En 2013, Rita reçoit le Prix de la paix de Wurtzbourg (de) pour son engagement contre le racisme, l'antitsiganisme et son œuvre de réconciliation.
Theresia Winterstein-Seible meurt le 1er avril 2007 à Francfort-sur-le-Main à l'âge de 85 ans.

## Hommages
Pour les membres de la famille Winterstein assassinés par les nazis, la ville de Wurtzbourg pose plusieurs Stolpersteine : pour l'oncle de Theresia, Franz Winterstein (1909-1942), pour sa cousine Anneliese Winterstein (1924-1944) et pour leurs petits-fils Karl-Heinz (1940-1944) et Waldemar (1943-1944), qui ont été tués au camp de concentration d'Auschwitz. Sur la pierre commémorative de la petite-fille de Theresia, Rolanda, on peut lire : « Née le 03.03.1943 à Wurtzbourg - assassinée le 11.4.1943 à la clinique universitaire de Wurtzbourg. »
En 2014, les cliniques universitaires de Wurtzbourg ont érigé sur leur site une stèle en pierre à la mémoire des personnes qui ont été victimes de crimes médicaux commis dans la clinique pendant la période nazie. Environ 1000 femmes y ont été victimes de stérilisations forcées.
Le conseil municipal de Wurtzbourg a rendu hommage à Theresia Winterstein en 2022 en rebaptisant la Hermann Karl Josef Zilcher-Straße, un homme critiqué pour son passé nazi, en Theresia-Winterstein-Straße,.